# Alaejos

Localização de Alaejos

Alaejos é um município da Espanha na província de Valladolid, comunidade autónoma de Castela e Leão, de área 102,59 km² com população de 1627 habitantes (2004) e densidade populacional de 15,86 hab/km².

## Demografia
| Variação demográfica do município entre 1991 e 2004 | Variação demográfica do município entre 1991 e 2004 | Variação demográfica do município entre 1991 e 2004 | Variação demográfica do município entre 1991 e 2004 |
| --------------------------------------------------- | --------------------------------------------------- | --------------------------------------------------- | --------------------------------------------------- |
| 1991                                                | 1996                                                | 2001                                                | 2004                                                |
| 1788                                                | 1717                                                | 1550                                                | 1627                                                |